# Història del cartell

## Cheret i el naixement del cartell
Encara que la litografia va ser inventada el 1798 per Aloys Senefelder, aquesta tècnica era al principi massa lenta i costosa per a la producció del cartells. La majoria dels cartells eren produïts en blocs de fusta (xilografia) o gravats del metall amb poc color o disseny.
El desenvolupament del procés litogràfic de tres colors de Cheret va obrir una via que va permetre que els artistes assolissin cada color de l'arc de Sant Martí amb tan sols tres pedres -generalment vermelles, grogues i blaves - impreses en un registre acurat.
Encara que el procés era difícil, el resultat era d'una notable intensitat del color i textura, amb sublimació de les transparències i els matisos impossibles en altres mitjans(fins i tot avui dia). Aquesta capacitat de combinar paraula i imatge en un format tan atractiu i econòmic, finalment va fer del cartell litogràfic una innovació de gran abast. Començant el 1870 a París, es va convertir en un medi dominant de la comunicació de masses a les ciutats d'Europa i Amèrica. Els carrers de París, Milà i Berlín van ser transformats ràpidament a la "galeria d'art del carrer", entrant de ple en l'edat moderna de la publicitat.

## La Belle Epoque
Durant el 1890, En plena belle Epoque en França, l'afició pel cartell estava en plena floració. El 1891, el primer cartell de Toulouse-Lautrec, "Moulin Rouge", va elevar l'estat del cartell a la categoria d'art. Les exposicions, els expositors i els distribuïdors del cartell van proliferar, satisfent la demanda del públic pel cartell. Al començament de la dècada, el distribuïdor parisenc pioner Sagot, va numerar 2200 cartells al seu catàleg de vendes.
El 1894, Alphonse Mucha (1860-1939), un funcionari txec resident en París, va crear la primera obra mestra del cartell d'Art Nouveau. L'estil florit de Mucha, neix durant la nit quan Mucha va ser pressionat per produir un cartell per a Sarah Bernhardt, la brillant actriu que havia pres París. Amb influències dels prerafaelites, i de l'art romà d'Orient, aquest estil va dominar l'escena parisenca en els deu anys següents i es convertiria en el principal moviment decoratiu internacional de l'art fins a la Primera Guerra Mundial.

## La Belle Epoque fora de París
El cartell va anar introduint-se lentament en altres països però a partir de 1880, es va accelerar la seva popularitat. A cada país, el cartell va ser protagonista també de tots els esdeveniments culturals d'importància de la societat europea. A França, el culte del cafè (absenta i altres productes alcohòlics) era omnipresent; a Itàlia l'òpera; a Espanya les curses de toros i els festivals; en la literatura i els productes per a la llar; a les fires comercials, als diaris literaris de la Gran Bretanya i d'Amèrica i al circ.
Les primeres distribucions massives de cartells van ser dutes a terme a la Gran Bretanya i Itàlia el 1894, Alemanya en 1896, i Rússia el 1897. La més important va ser duta a terme a Reims, França el 1896 i va repartir 1.690 cartells per tot el país.
Malgrat l'encreuament amb els estils de la "Belle Epoque", els estils nacionals distintius van arribar a ser evidents. Els cartells holandesos van ser marcats per l'ordre lineal; els cartells italians pel seu drama i escala magnífica; Els alemanys per a la seva franquesa i medievalisme. La gran influència de França havia trobat un contrapès. L'estil Art Nouveau va continuar després d'acabat el segle, encara que va perdre molt del seu dinamisme amb la imitació i la repetició. La mort de Tolouse-Lautrec el 1901 i de l'abandonament de l'art del cartell per Mucha i Cheret va deixar un buit a França el nou segle. Aquest va ser omplert per un jove caricaturista italià anomenat Leonetto per l'il·lustrador Cappiello, que va arribar a París el 1898.
Influït fortament per Cheret i Tolouse-Lautrec, Cappiello va rebutjar el detall primmirat de l'Art Nouveau. Al seu lloc ell es va centrar a crear una imatge simple, sovint divertida o estranya, que captivaria immediatament l'atenció i la imaginació de l'espectador de carrer. El seu cartell de l'"Ajenjo de Maurin Quina" el 1906, diable verd pistatxo en un fons negre amb tipus de pal sec en bloc, va marcar la maduració d'un estil que dominaria art parisenc del cartell fins al primer cartell d'Art Deco de Cassandre el 1923. Aquesta capacitat de crear una identitat de la marca de fàbrica va establir Cappiello com el pare de la publicitat moderna. És autor entre altres famosos cartells, dels de Cinzano.
Mentrestant, els artistes que treballaven a l'escola de Glasgow d'Escòcia, la Secessió de Viena d'Àustria, i Deutscher Werkbund d'Alemanya també transformaven l'esperit modernista primerenc de l'Art Nouveau. Aquestes escoles van rebutjar l'ornamentació curvilínia en favor d'una estructura rectilínia i geomètrica basada en el funcionalisme.
Una conseqüència dominant d'aquests esforços modernistes era el "Plakatstil" alemany (1906 -1918), o el "Poster Style", que va ser iniciat el 1905 per Lucien Bernhard a Berlín. Per a un concurs del cartells patrocinat pels fòsfors Preister ell va dibuixar dos grans fòsfors i va retolar la marca sobre ells en lletres netes, en negreta. La simplicitat rígida del disseny de Bernhard va guanyar la competició. Bernhard minimalitza el naturalisme i posa l'èmfasi en colors i formes planes donant amb el seu treball, el pas següent cap al modern llenguatge visual.

## Primera Guerra Mundial i la revolució bolxevic
Va significar un nou paper del cartell: la propaganda. De fet, la guerra va suposar la campanya publicitària més gran fins a la data, des de recaptar diners, a soldats de reclutament i d'alçar esforços voluntaris, a estimular la producció o provocar ultratge i atrocitats en les línies enemigues. Amèrica només, va produir prop de 2.500 dissenys i aproximadament 20 milions de cartells, gairebé un cartell per a cada 4 ciutadans en poc més de 2 anys.
Les lliçons de la brillant publicitat americana en la Gran Guerra no van ser malgastades per la Rússia bolxevic, que van donar tornada a l'art del cartell en ajuda a la seva guerra civil. Lenin i els seus seguidors demostrats ser els amos de la propaganda moderna, i el cartell es van convertir en una arma vital qual seria utilitzada a través del segle en guerres calentes i fredes per tot arreu.

## Entre les guerres mundials: Modernisme i Art-Decó
Després de la Primera Guerra Mundial, la inspiració orgànica de l'Art Nouveau semblava inaplicable en una societat cada vegada més industrial. Les noves realitats van ser expressades millor en els moviments moderns de l'art del cubisme, Futurisme, Dadaisme i de l'expressionisme, que tindrien una influència profunda en el disseny gràfic.
A la Unió Soviètica, el moviment Constructivista va prendre el lideratge en els anys 20 amb la meta de crear una nova societat tecnològica. L'edifici en el moviment de Suprematista de Kasimir Malevich (la conseqüència russa de Cubisme i Futurisme), el Constructivisme va desenvolupar un estil d'"agitació" de la composició, marcat per les diagonals, fotomuntatges i colors primaris. Conduït perLissitsky, Alexander Rodchenko, Gustav Klutsis, i Stenberg, el treball dels Constructivistes tindria un impacte important en disseny occidental, sobretot a través de la "Bauhaus" i del moviment de "de Stijl".
Aquest llenguatge científic del disseny va ser popularitzat en un nou moviment decoratiu internacional anomenat "ArtDeco". En aquest estil la màquina, l'energia i la velocitat es van convertir en els temes primaris. Les formes van ser simplificades i van aerodinamitzades, i els tipus de lletra corbades van ser substituïts pels llisos, angulars. L'art Deco va demostrar una varietat àmplia d'influències gràfiques, dels moviments moderns de l'art del Cubisme, de Futurisme i de Dada; als avenços del disseny de la Secessió de Viena, de Plakatstil, i del Constructivisme rus; a l'art exòtic de Pèrsia, d'Egipte, i de l'Àfrica.
El terme "ArtDeco" es deriva de l'exposició d'"Arts Decoratives" de 1925 a París, que va demostrar ser un aparador espectacular per a l'estil. A París, l'estil caricaturesc de Cappiello va portar a les imatges geomètriques, intel·lectuals d'A.M. Cassandre, que va popularitzar les tècniques de l'aerògraf per a l'aplicació del color. Els seus cartells de creuers de Normandia, de Statendam i d'Atlantique es van convertir en icones de l'edat industrial.
L'ArtDeco, com l'Art Nouveau, s'estén ràpidament a través d'Europa. Els artistes Federico Seneca i Giuseppe Riccobaldi a Itàlia, Ludwig Hohlwein a Alemanya, Pieter Hofman a Holanda, Otto Morach i Herbert Matter a Suïssa, E. McKnight Kauffer a Anglaterra, i Francisco Gali a Espanya.

## Segona Guerra Mundial i el final de la litografia de pedra
El cartell va jugar una altra vegada un paper important en la comunicació de la Segona Guerra Mundial, però va compartir el treball amb altres mitjans, principalment la ràdio i la impressió. Per aquest temps, la majoria dels cartells van ser impresos usant la tècnica d'offset, que permetia tirades grans i ràpides. L'ús de la fotografia en cartells, que va començar a la Unió Soviètica en els anys 20, va arribar a ser tan comú ara com la il·lustració. Després de la guerra, l'ús de cartell va declinar en la majoria dels països mentre que la televisió i el cinema es van convertir en els protagonistes de la difusió de missatges.
L'última resplendor de l'edat clàssica del cartell litogràfic va ocórrer a Suïssa, on el govern va promoure la indústria d'impressió i l'excel·lència del cartell. L'establiment d'una mida estàndard del cartell i d'un sistema nacional del quiosc el 1914 era una ajuda addicional.
Aprofitant el sentit suís de la precisió, de l'estil que es va desenvolupar durant la Segona Guerra Mundial i els primers anys 50 a Basilea eren el "Sachplakat", o de l'"Object Poster Style". Convertint la fabricació d'objectes diaris en icones gegants, les seves arrels van de nou al Plakatstil de Lucian Bernhard i el moviment surrealista. L'elegància visual va ser aparellada sovint per humor plàcid. Amb el final de la impressió litogràfica en els anys 50, Leupin, Brun i els altres artistes de Basilea Sachplakat van donar tornada en un estil divertit menys confiat sobre els rics colors i textures de la impressió litogràfica.

## L'ascens de l'Era de la Informació en la postguerra
La dominació de Suïssa en el camp del cartell va continuar creixent a finals dels anys 50 amb el desenvolupament d'un nou estil gràfic que tenia arrels en la Bauhaus. A causa de la seva confiança forta en elements tipogràfics en blanc i negre, el nou estil va ser conegut com l'estil tipogràfic internacional. Refinat a les escoles del disseny a Zúric i Basilea, l'estil va utilitzar una reixeta matemàtica, regles gràfiques determinants i una fotografia en blanc i negre per proporcionar una estructura clara i lògica. Es va convertir en l'estil gràfic predominant del disseny al món en els 70, i continua exercint la seva influència avui.
El nou estil va encaixar perfectament al mercat de la postguerra cada vegada més global. El problema suís de la llengua (tres idiomes importants en un país petit) es va convertir en un problema mundial, i allà era una necessitat forta de la claredat en paraula i símbol. Les corporacions van necessitar la identificació internacional, i esdeveniments globals tals com les Olimpíades requerien solucions universals que l'estil tipogràfic podria proporcionar.
En el mateix temps, un acostament relaxat i més intuïtiu va prendre l'asimiento a diversos països, el més notablement possible els EUA i la Polònia. Philip Meggs utilitza la imatge conceptual del terme del paraigua per descriure un nou estil de la il·lustració, un que va demanar lliurement de Surrealisme, d'art pop i d'expressionism. Un exemple famós era el farcit de registre 1967 de l'àlbum de Bob Dylan de Milton Glaser. Glaser va cristal·litzar el missatge contracultural del músic retratant els seus cabells llargs com un arc de Sant Martí ric colors que s'agiten en suaus traços corbs. (el cartell de Glaser anticiparia una moda psicodèlica breu però espectacular del cartell als Estats Units, que van recordar els excessos florals de l'Art Nouveau, les imatges diferides que premien l'Op-Art, i les juxtaposicions estranyes de Surrealisme).
Altres mestres de la imatge conceptual inclouen a Armant Testa a Itàlia, Gunter Rambow a Alemanya, i Nicolas Troxler a Suïssa.

## Postmodernisme i l'era de l'ordinador
L'estil tipogràfic internacional va començar a perdre la seva energia el `70 segon i el ` aviat 80 segons molts ho van criticar per ser fred, formal i dogmàtic. Un professor jove a Basilea, Wolfgang Weingart va conduir la rebel·lió que va portar en l'estil gràfic predominant d'avui conegut lliurement com a disseny Postmodern. Weingart va experimentar amb la impressió offset per produir els cartells que apareixien complexos i caòtics, juganers i espontanis, tots en contrast rígid als ensenyaments dels seus mestres. L'alliberament de Weingart de la tipografia era una fundació important per a diversos nous estils, de Memphis i de Retro, als avenços ara que eren fets en gràfics de computadora.
El paper i l'aspecte del cartell ha canviat contínuament durant l'últim segle per resoldre les necessitats canviants de la societat. Encara que el seu paper és menys central que ara fa 100 anys, el cartell segueix la seva evolució en els nous suports com la computadora i Internet, que estan revolucionant la manera de comunicar-nos en el segle XXI.